# Григорьев, Евгений Николаевич (актёр)
Евгений Николаевич Григорьев (20 февраля [4 марта] 1899, Санкт-Петербург — 16 апреля 1981) — советский российский актёр театра и кино.

## Биография
С 1936 года играл на сцене Мурманского областного драматического театра (филиале БДТ).
Дебютировал в кино в 1940 году. Снялся в 27 кинолентах. Занимался озвучиванием иностранных фильмов.

## Избранная фильмография
- 1940 — Разгром Юденича — Лихтерман
- 1942 — Котовский — селянин (в титрах не указан)
- 1942 — Секретарь райкома — Василий Глущенко (в титрах не указан)
- 1942 — Славный малый — Пётр Семенович Невский, командир партизанского отряда
- 1943 — Кутузов — партизан
- 1943 — Она защищает Родину — партизан (в титрах не указан)
- 1944 — Небо Москвы — лётчик
- 1944 — Родные поля — колхозник
- 1946 — Клятва — рабочий (в титрах не указан)
- 1947 — Поезд идёт на восток — сибиряк-пассажир в вагоне-ресторане (в титрах не указан)
- 1947 — Сказание о земле Сибирской — посетитель чайной (в титрах не указан)
- 1957 — Его время придёт — Николай Алексеевич
- 1959 — Девочка ищет отца — Константин Львович, фельдшер
- 1959 — Либерал (короткометражный) — Велелептов, высокий чин, начальник Понимаева
- 1960 — Анафема (короткометражный) — господин в храме
- 1960 — Люблю тебя, жизнь! — член парткома
- 1961 — Вечера на хуторе близ Диканьки — эпизод
- 1962 — Никогда — Гарпищенко
- 1962 — Улица младшего сына — Ланкин, подпольщик
- 1963 — Ждите нас на рассвете — учитель музыки
- 1963 — Мандат — крестьянин
- 1964 — Трудный путь
- 1966 — Зимнее утро — Иван Лукич, управдом
- 1969 — Тревожные ночи в Самаре